# Постталайотський період
Постталайотська культура, або, точніше, Постталайотський період — останній етап доісторичної епохи Гімнесійських островів. Є коротким періодом між згасанням культури будівельників талайотів і вторгненням фінікійців і римлян.
Парадоксально, але цей період вивчений набагато гірший за попередній. Аж до кінця XX століття археологи розглядали його лише як останню фазу талайотської культури. Згодом, проте, було встановлено низку ознак, що чітко відрізняють даний етап від попередніх етапів.
На початку V століття до Р. Х. цілий ряд населених пунктів попереднього етапу був покинутий, ймовірно, через насильницькі дії, про що свідчать сліди пожарищ в розкопках. Одні поселення були закинуті назавжди, тоді як інші, ймовірно, за декілька десятиліть були заселені знову. Настільки великі споруди, як в минулому, більше не з'являються, проте деякі стародавні будівлі відреставровані або навіть перебудовані. Житлові талайоти стають складнішими, з серією невеликих будівель навколо двору, в яких зазвичай є невеликий льох-колодязь для зберігання продовольства і води.
В економіці початковий етап відзначено великою кризою, що була викликана тим, що майже єдиним джерелом їжі було скотарство. З іншого боку, зростають контакти з торговцями з найближчого міста Ібуссім (нині Ібіца); ймовірно, в цей час Гімнесійські остроиа були колонізовані фінікійцями. Серед результатів економічного або культурного обміну можна відзначити, наприклад, відродження землеробства; на карфагенському кораблі, що затонув біля узбережжя Майорки, виявлені залишки виноградних лоз. Крім того, в той період з'являються невеликі пунічні поселення на нині незаселених острівцях уздовж узбережжя, наприклад, На-Гуардіс, де археологи виявили дві пристані, один будинок, декілька складів і піч для плавки заліза.
Але найважливішим серед змін, які відбулися в той період у суспільстві Гімнесійських островів, стало включення місцевих найманців у карфагенську армію як пращників; на острови вони поверталися, згідно з письмовими джерелами, привозячи з собою вино і жінок. Вино підвищувало соціальний статус, так як дозволяло організовувати святкування, а шлюби з карфагенянками сприяли залученню місцевих жителів до системи карфагенських соціальних зв'язків. У цей період з'являються бронзові зображення оголених воїнів, що дуже сильно нагадують мистецтво нурагічної культури на Сардинії, а також етрусків.